# Basílica de San Ponciano (La Plata)
La Basílica de San Ponciano y Santuario diocesano de María y todos los Santos, está localizada en la ciudad de La Plata, en la calle 48 entre 5 y diagonal 80, provincia de Buenos Aires, Argentina. Es el templo más antiguo de la ciudad. Pertenece a la arquidiócesis de La Plata.
La Basílica y Santuario, se trata de un modelo de arquitectura ecléctica, basada en la combinación de diversas corrientes arquitectónicas con predominio neogótico.
Fue distinguida con el título pontificio de Basílica el día 3 de enero de 1997 por el Papa Juan Pablo II. El 12 de agosto de 2019 se le agrega el título diocesano de Santuario de María y todos los Santos por el Arzobispo Víctor Manuel Fernández.

## Historia
La piedra fundamental de la ahora Parroquia y Basílica de San Ponciano fue colocada el 12 de junio de 1883, siendo padrinos de ceremonia el fundador de la ciudad de La Plata, Dardo Rocha y su esposa. La apertura de los cimientos comenzó el 17 de julio para habilitarse al culto en el primer aniversario de la ciudad de La Plata, 19 de noviembre (coincidiendo con la festividad del Santo Papa Ponciano) de 1883, donada por éste a la Provincia de Buenos Aires
Fue la primera Capilla que tuvo la ciudad; por lo tanto, el papa y mártir San Ponciano fue nombrado como Patrono de esta Metrópolis. Este Templo ofició como primera Catedral de 1897 a 1902, donde se consagró el primer Obispo de la Capital de la Provincia de Buenos Aires, Monseñor Mariano Espinosa. El proyecto corresponde al ingeniero Pedro Benoit. La primera etapa de la obra se inauguró en 1883; la segunda etapa comprendió la torre campanario y cuatro campanas de las cinco que posee, donde se instaló el reloj recién en 2004 (cuando se hablaba del "reloj de San Ponciano, se hacía referencia al ahora inexistente que se emplazaba en la plazoleta frente a la Parroquia y que lleva su nombre). 
El exterior de este edificio se caracteriza por su ornamentación de estilo neogótico. Los vitrales de la puerta de acceso, que representan escenas de la vida de Jesús y las figuras de los apóstoles, son de la firma Theo Mayr Rohrerhohe, de Coblenza.
Posee el órgano de tubos más grande del sur del país.
Sus retablos son de origen español, sus arañas francesas y el piso está decorado con venecitas.
En su interior se encuentra el histórico Camarín de Nuestra Señora de Luján, el cual se encontraba en el anterior Templo dedicado a la Patrona de los argentinos en la Ciudad de Luján traído a La Plata por el arzobispo platense Mons. Juan Terrero.
Noventa y un años después de inaugurados los vitrales del Templo fueron terminados los vitrales de la sacristía, en la que se observan los siete Sacramentos coronados los correspondientes por el Espíritu Santo; serie de vidrios grabados que forman parte de la continuación de la obra iniciada en 1919.
Posee cuatro establecimientos educativos; el jardín de infantes “San Ponciano", el colegio “Monseñor Federico Rasore”, la escuela secundaria "Mons. Pedro Antonio García Alonso" y el Instituto Superior de Formación Docente “Canónigo Guido de Andréis”.

## Horarios de los servicios religiosos
La Parroquia y Basílica de San Ponciano (Santuario de María y todos los santos)  celebra la santa Misa en los siguientes horarios:
- Lunes a viernes  12 y 17 hs.
- Sábados 12 y 17 hs.
- Los domingos tiene los siguientes horarios: 9, 10, 11, 12, 19 y 20:30 h.

Horarios de confesiones:
- martes a viernes de 11 a 12 30 hs.
- Sábado: durante las misas
- Domingo: durante todas las misas

Adoración Eucarística:
- Todos los jueves a las 17 30 hs.

Estos horarios se mantienen durante los meses de marzo a diciembre. 
La Secretaría Parroquial atiende de lunes de 14.30 a 16.30hs y  viernes de 9 a 11hs. 
Tercer sábado de mes: Misa en honor a la Virgen del Cerro (Inmaculada Madre del Divino Corazón Eucarístico de Jesús) 12 h.
Días 8. Misas en honor a la Virgen de Luján.  12 y 17 hs (si cae domingo se respeta los horarios de domingo) Unción con el aceite de la Virgen de Luján. 
Días 19. Recordamos en las Misas a San Expedito. Bendiciones de objetos de piedad, agua, llaves...